# Миодраг Величковић
Миодраг Величковић Мивел  (Лесковац, 1943 – Лесковац, 2010) био је српски новинар, карикатуриста, стрипар и сликар.

## Биографија
Завршио је средњу Уметничку школу „Богдан Шупут“ у Новом Саду. За време служења војног рока у Скопљу радио је стрип „Ситне муке друга Луке“ у војном листу За победу. По одслужењу војног рока запошљава се као технички уредник листа Лескотекс у Лесковцу, у коме ради до почетка осамдесетих година прошлог века, када прелази у недељник Нашу реч у коме је низ година, све до пензије, био новинар, карикатуриста и технички уредник. Све време до одласка у пензију, у Нашој речи радио је и недељни стрип каиш „Боцко“.

## Дело
У Нашој речи“ објављивао је афоризме и редовно писао текстове о стрипу. Урадио је више од 40.000 карикатура и стрип табли, које је објављивао у многобројним домаћим и страним листовима, као што су: Paris Match, Yomiuri Shimbun, Политика (новине), Вечерње новости, НИН... 
Био је учесник групне изложбе „Седам величанствених“ маја 1995. у Дому културе у Лесковцу. У Лесковачкој школи стрипа „Никола Митровић Кокан“ био је кратко време предавач у јуну 1995. године. Више пута био је председник жирија за доделу меморијалних плакета „Никола Митровић Кокан“ на Балканским смотрама младих стрип аутора у Лесковцу.
Имао је велики број самосталних и групних изложби у земљи и иностранству. Успешно се бавио и сликарством. Преминуо је у Лесковцу маја 2010, а исте године постхумно је награђен плакетом „Никола Митровић – Кокан“ за допринос српском стрипу. На Дванаестој балканској смотри младих стрип аутора јуна 2010. установљена је, по свом карактеру јединствена на простору Балкана, награда „Миодраг Величковић Мивел“, која се годишње додељује за најбољи сатирични стрип. У склопу поменуте манифестације приређена му је меморијална изложба. 

## Награде
За карикатуре и стрипове добио је 105 награда широм света.
- : три пута у магазину Младост, затим за карикатуру на телевизијску тему у Београду, војну карикатуру у Београду, магазина Zoom у Власотинцу (два пута), Крушевачке карикатуре, Крушевачки стрипови, Прокупље, Фолињо (Италија), Никозија (Кипар), „Мој поглед на свет“ у Београду, магазин Лудус, Аксешир, Пљевља, Крушевац...

- Друге награде: „Јапан и Јапанци“, „Борба“, Аскешир, Пљевља, Смедерево, Копаоник (четири пута), „Пјер“, „Чивијада“, Букурешт, Калараши, Маростика...

- Треће награде: Аскешир (четири пута), Чивијада (три пута), Монтреал, Пјер...
- Специјалне награде: Скопље, Београд, Београд, Љубљана, Јапан, Кореја (седам пута), Нови Сад, Истанбул, Хокаидо, Маростика, „Телеграм“ у Букурешту, Тајван...
- Октобарска награда за допринос култури града Лесковца, 1996.